# العلاقات الإثيوبية المصرية
العلاقات الإثيوبية المصرية تشير إلى العلاقات الثنائية بين إثيوبيا ومصر.
أكثر من 70% من فيضان نيل مصر يأتي من النيل الأزرق الذي ينبع من الهضبة الحبشية. مشاريع إثيوبيا لإقامة سدود على النيل الأزرق تقابل بقلق من المصريين.

## في العصر المملوكي
سيرة سيف بن ذي يزن، من عيون التراث العربي والمكتوبة في العصر المملوكي، تدور في مجملها حول الحروب المصرية الحبشية.

## في القرن 19
حملة الحبشة (1874 - 1877) المصرية في عهد الخديوي إسماعيل.

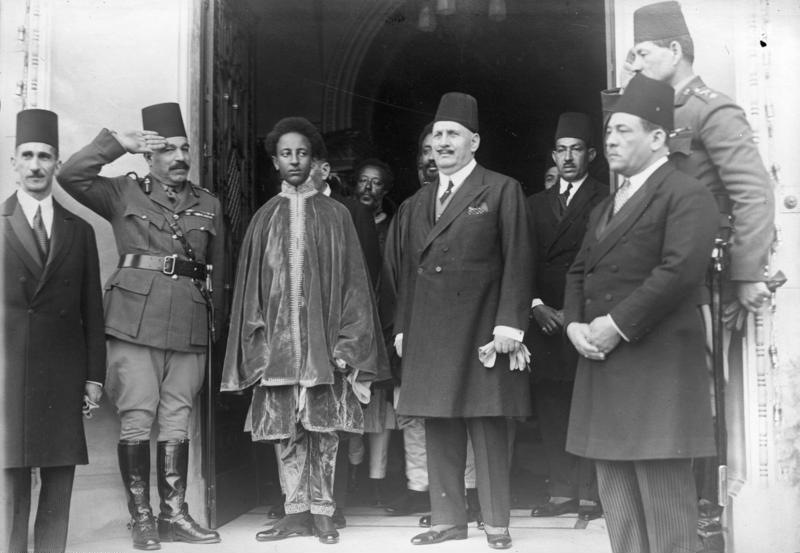
فؤاد الأول وأمها سيلاسي.

## في عهد هيلا سلاسي
كانت تجمع الرئيس المصري الراحل جمال عبد الناصر والإمبراطور هيلا سلاسي علاقة قوية، حيث كانت مصر تركز على الجانب الديني، فإثيوبيا في ذلك الوقت كانت تابعة للكنيسة الأرثوذكسية المصرية بل وكانت الكنيسة الأم في مصر ترسل القساوسة من مصر للعمل في الكنائس الإثيوبية وكان للبابا السابق كيرلس علاقات شخصية بالإمبراطور هيلاسلاسي وكثيراً ما كان الرئيس جمال عبد الناصر يوظفها في خدمة المصالح المشتركة وكانت تتم دعوة الإمبراطور هيلاسلاسي في غفتتاح الكنائس في مصر وكان البابا أيضاً يفتتح الكنائس في إثيوبيا.

## الدرگ - أو الإرهاب الأحمر
وبعد الإطاحة بهيلاسلاسي بدأت تتراجع قوة العلاقات المصرية الإثيوبية إلى أن وصلت إلى مرحلة العلاقات الرسمية الشكلية، وكانت من نتيجة ذلك أن استقلت الكنيسة الإثيوبية عن الكنيسة الأم في مصر والتي ظلت منذ دخول المسيحية إلى إثيوبيا تابعة للكنيسة المصرية حتى عدة سنوات مضت وأصبح لها باباً إثيوبي خاص بها وانفصلت قيادتها عن مصر.
تحالف سفاري المضاد للمد الشيوعي (عام 1975) (والمكون من الولايات المتحدة ومصر السادات والمغرب والسعودية وكينيا وإيران الشاه) اعتبره منجستو هايلا مريام مؤامرة مصرية موجهة ضد إثيوبيا. وفي خطبة له عام 1979 حطم زجاجات مملوءة دماً على اسمي مصر والسعودية.

## العهد التگراني
منذ 1991 أتت إلى الحكم حكومة يتزعمها ملس زيناوي قائد جبهة تحرير تجراي (TLF الانفصالية سابقاً) وهي على علاقة وثيقة بالخرطوم. شهدت علاقات إثيوبيا تحسنا ملحوظا مع كل دول الجوار العربية ماعدا إريتريا التي يحكمها إساياس أفويرقي قائد الجبهة الشعبية للتحرير التجرينية (TPLF)، والتي كانت شديدة القرب (عرقياً وسياسياً) من جبهة تحرير تجراي (TLF) خلال سني الثورة.

## الخلاف على مياه النيل
تدهورت العلاقات بين مصر وإثيوبيا مؤخراً وهو ما تجلى في الخلاف بين دول المنبع ودول المصب لحوض نهر النيل، إذ قادت إثيوبيا وشجعت توجه دول المنبع إلى التوقيع منفردة على اتفاق لإعادة تقسيم مياه النيل رغم اعتراض مصر والسودان.
في نوفمبر 2010، اتهم رئيس الوزراء الإثيوبي ملس زيناوي مصر باحتمال لجوئها إلى العمل العسكري ضد بلاده بسبب الخلاف على مياه النيل، وبأنها تدعم جماعات متمردة ضد نظام الحكم في أديس أبابا، وهو الأمر الذي أثار دهشة القاهرة التي اعتبرت تلك الاتهامات عارية عن الصحة.
وقال زيناوي لوكالة رويترز إن مصر لا يمكنها أن تكسب حربا مع إثيوبيا على مياه نهر النيل، وإنها تدعم جماعات متمردة في محاولة لزعزعة استقرار البلاد.
وأضاف:
وأضاف زيناوي:
وفي المقابل، أعربت مصر عن دهشتها وأسفها بسبب هذه التصريحات، وقال المتحدث باسم الخارجية المصرية حسام زكي في بيان إن ما يثير الاستغراب هو حديث زيناوي عن مواجهة عسكرية بين البلدين بشأن المياه.
وأضاف أن الاتهامات التي تضمنتها تصريحات زيناوي بشأن استغلال مصر لمجموعات متمردة ضد النظام الحاكم في إثيوبيا، هي اتهامات عارية عن الصحة، مؤكدا حرص مصر على توصل النظام في أديس أبابا إلى توفير الأجواء المناسبة التي تحول دون استفادة أي طرف من وجود هذه الجماعات.
وأعرب زكي عن أسف بلاده لإقدام بعض الدول -وفي طليعتها إثيوبيا- على استباق نتائج الحوار من خلال التوقيع على مسودة الاتفاق الإطاري غير المكتمل، قبل التوصل إلى التوافق المنشود بشأن اقتسام مياه النيل.
ومن جانبه أبدى وزير الخارجية المصري أحمد أبو الغيط خلال زيارته لأبوظبي دهشته للغة التي استخدمها زيناوي، قائلا إن مصر لا تسعى لحرب، ولن تكون هناك حرب.
يذكر أن دول حوض النيل التسع ومن بينها مصر وإثيوبيا تجري محادثات منذ ما يزيد على عشر سنوات لتسوية الخلافات حول اقتسام مياه النيل، حيث ترى بعض الدول أنها تعرضت للغبن في اتفاقية سابقة وقعت عام 1929.
لكن في مايو 2010 وقعت إثيوبيا وأوغندا وتنزانيا ورواندا وكينيا اتفاقية جديدة مناقضة للاتفاقية السابقة بشأن مياه النيل التي أبرمت عام 1929 وتعدها هذه الدول ظالمة لها.
وأعطت الدول الموقعة لبقية دول حوض النيل -وهي مصر والسودان وبوروندي وجمهورية الكونغو الديمقراطية- عاما للانضمام للاتفاقية، لكن تلك الدول انقسمت بسبب خلافات وراء الكواليس منذ التوقيع.
وبموجب اتفاقية 1929 تحصل مصر -التي ستواجه نقصا في المياه بحلول 2017- على 55.5 مليار متر مكعب سنويا، وهو نصيب الأسد من المياه المتدفقة في النيل والبالغة 84 مليار متر مكعب، وتمثل إثيوبيا مصدرا لحوالي 85% من مياه النيل. وأقامت إثيوبيا خمسة سدود ضخمة على مدى العقد الأخير، وبدأت إقامة منشأة جديدة للطاقة الكهرومائية تكلف 1.4 مليار دولار.
في 3 مايو 2011، أعلن رئيس الوزراء الإثيوبي ملس زيناوي عن تأجيل عرض الاتفاقية الإطارية الخاصة بمياه النيل على برلمان بلاده، لحين انتخاب رئيس جديد لمصر. وقال زيناوى، خلال لقائه الوفد الشعبي المصري، أمس، إنه وافق على تشكيل لجنة خبراء مصرية - إثيوبية للتأكد من أن سد الألفية العظيم لا يؤثر على حصة مصر في مياه النيل، وإذا ثبت ضرره سنقوم بتغيير التصميم.
وأضاف أن الرئيس السابق حسني مبارك كان يتعامل مع ملف المياه بطريقة أمنية، وأوكل إدارة هذا الأمر للوزير عمر سليمان الذي كان يتعامل مع دول الحوض بطريقة «الإملاءات» وليس المشاورات.